# راه را برای جوجه اردک‌ها باز کنید (مجسمه)
«راه را برای جوجه اردک‌ها باز کنید» مجسمه‌ای از نانسی شون است که خانواده اردک‌ها را در کتاب کلاسیک کودکانه «راه را برای جوجه اردک‌ها باز کنید» نوشته رابرت مک‌کلاسکی بازسازی می‌کند.
مجموعه اصلی مجسمه‌های برنزی در سال ۱۹۸۷ در باغ عمومی بوستون نصب شد و یک کپی از آنها در سال ۱۹۹۱ در پارک نوودویچی مسکو نصب شد.

## بوستون
مجسمه «راه را برای جوجه اردک‌ها باز کنید» در باغ عمومی بوستون نصب شده است. بلندترین مجسمه تنها ۳۸ اینچ (۹۷ سانتیمتر) ارتفاع دارد. ارتفاع دارد، و کاروان اردک‌های برنزی که در سنگفرش بوستون قرار گرفته، ۳۵ سانتی‌متر طول دارد. فوت (۱۰٫۶۷ م) از جلو به عقب. این مجسمه که در ۴ اکتبر ۱۹۸۷ نصب شد، ادای احترامی به رابرت مک‌کلاسکی بود «که داستانش … باغ عمومی بوستون را برای کودکان در سراسر جهان آشنا کرده است.» این مجسمه نه تنها یادآور شخصیت‌های محبوب کتاب «راه را برای جوجه‌اردک‌ها باز کنید» است، بلکه نمادی از تأثیر عمیق ادبیات کودکانه بر خاطرات جمعی و هویت شهری محسوب می‌شود. مک‌کلاسکی با روایت ساده و دلنشین خود، توانست پیوندی عاطفی میان نسل‌های مختلف و فضای شهری ایجاد کند. نصب این اثر در بوستون، تجلی احترام به میراث فرهنگی و ارزش‌های انسانی نهفته در آثار اوست. مجسمه «راه را برای جوجه اردک‌ها باز کن» به‌طور معمول در طول سال، برای تیم‌های ورزشی مختلف بوستون، برای رویدادهایی مانند ماراتن بوستون و برای تعطیلاتی مانند روز مادر، لباس‌های مخصوص به خود را دارد.
این اثر در سال ۱۹۹۷ توسط برنامه «مجسمه‌سازی در فضای باز را نجات دهید!» موسسه اسمیتسونیان مورد بررسی قرار گرفت. هدف این برنامه، ارزیابی وضعیت حفاظتی و هنری مجسمه‌های عمومی در سراسر جهان بود. کارشناسان اسمیتسونیان وضعیت فنی، دوام مصالح، و تأثیرات محیطی بر ساختار مجسمه پتر کبیر را بررسی کردند. آن‌ها همچنین به مستندسازی جزئیات هنری و تاریخی اثر پرداختند و پیشنهادهایی برای نگهداری بلندمدت آن ارائه دادند. این بررسی موجب شد توجه بین‌المللی بیشتری به این مجسمه جلب شود و در فهرست آثار قابل توجه هنر شهری قرار گیرد.

## مسکو

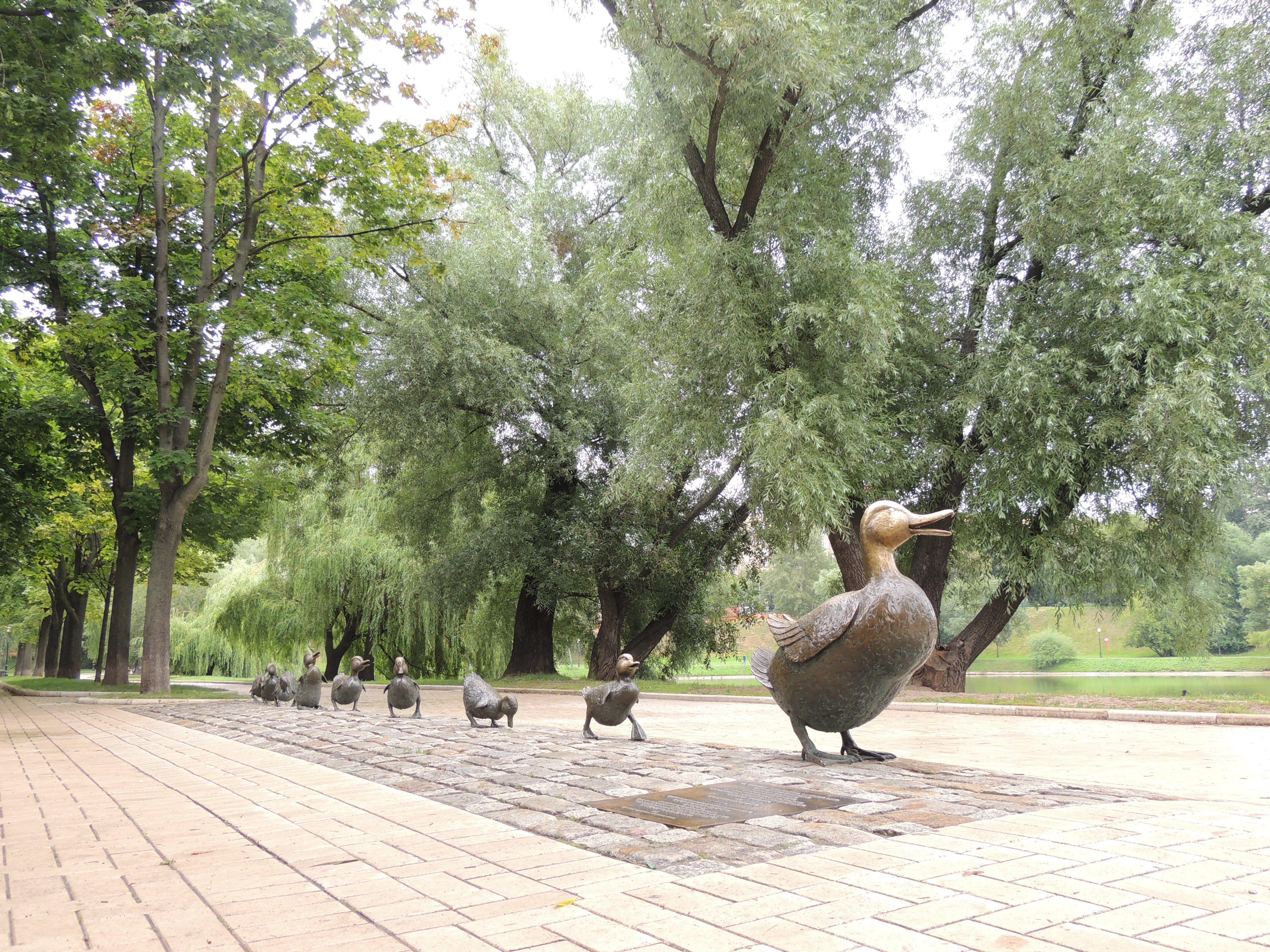
مجسمه‌های پارک نوودویچی مسکو

در تاریخ ۳۰ ژوئیه ۱۹۹۱، به عنوان بخشی از پیمان استارت، مجسمه‌ای مشابه مجسمه اصلی در باغ عمومی بوستون، توسط شرکت ساخت و ساز و فضای سبز شرکت سبز کپیزی و شرکا. در اکتون، ماساچوست، در پارک نوودویچی مسکو نصب شد. تجهیزات، مجسمه‌ها، سنگفرش‌ها و کارگران همگی توسط نیروی هوایی ایالات متحده با یک هواپیمای لاکهید سی-۵ گالکسی حاوی تجهیزات سنگین، سوخت دیزل و سایر ابزارهای مختلف مورد نیاز، به پرواز درآمدند. هر مجسمه که در مجموع ۴۰ فوت (۱۲ متر) طول داشت، … طول داشتند، توسط باربارا بوش، بانوی اول ایالات متحده، به عنوان هدیه‌ای به فرزندان اتحاد جماهیر شوروی به رایسا گورباچف، بانوی اول روسیه، اهدا شدند. چهار اردک به سرقت رفتند، یکی در سال ۱۹۹۱ و سه اردک در فوریه ۲۰۰۰. سارقانی که امیدوار بودند اردک‌ها را به عنوان قراضه فلز بفروشند، مجسمه‌ها را از قسمت پاها بریدند. اردک‌ها در سپتامبر ۲۰۰۰ در مراسمی با حضور میخائیل گورباچف، رئیس‌جمهور سابق اتحاد جماهیر شوروی، جایگزین شدند.